# Матч СРСР — США з легкої атлетики 1965
Матч СРСР — США з легкої атлетики 1965 був проведений 31 липня — 1 серпня у Києві на Центральному стадіоні.

## Результати

### Чоловіки
| Місце | Атлет           | Результат |
| ----- | --------------- | --------- |
| 1     | Дарел Ньюман    | 10,1      |
| 2     | Джордж Андерсон | 10,3      |
| 3     | Едвін Озолін    | 10,4      |
| 4     | Юліан Кащеєв    | 10,4      |

| Місце | Атлет          | Результат |
| ----- | -------------- | --------- |
| 1     | Адольф Пламмер | 20,8      |
| 2     | Амін Туяков    | 20,9      |
| 3     | Борис Савчук   | 21,0      |
| 4     | Джим Гайнс     | 21,1      |

| Місце | Атлет            | Результат |
| ----- | ---------------- | --------- |
| 1     | Оллан Касселл    | 45,9      |
| 2     | Дон Оуенс        | 46,5      |
| 3     | Вадим Архипчук   | 46,8      |
| 4     | Микола Шкарников | 46,9      |

| Місце | Атлет           | Результат |
| ----- | --------------- | --------- |
| 1     | Джордж Джерманн | 1.46,8    |
| 2     | Валерій Булишев | 1.47,6    |
| 3     | Рейн Телп       | 1.48,0    |
| 4     | Морган Грот     | 2.17,0    |

| Місце | Атлет          | Результат |
| ----- | -------------- | --------- |
| 1     | Джим Грелл     | 3.39,2    |
| 2     | Джим Раян      | 3.40,4    |
| 3     | Іван Бєлицький | 3.42,0    |
| 4     | Олег Райко     | 3.44,4    |

| Місце | Атлет            | Результат |
| ----- | ---------------- | --------- |
| 1     | Петро Болотников | 13.54,2   |
| 2     | Боб Шуль         | 13.54,4   |
| 3     | Рон Лар'є        | 13.54,8   |
| 4     | Кестутіс Орентас | 14.00,8   |

| Місце | Атлет           | Результат |
| ----- | --------------- | --------- |
| 1     | Микола Дутов    | 28.22,0   |
| 2     | Леонід Іванов   | 28.29,8   |
| 3     | Джеррі Ліндгрен | 29.00,8   |
| 4     | Білл Морган     | 29.32,0   |

| Місце | Атлет                | Результат |
| ----- | -------------------- | --------- |
| 1     | Віллі Девенпорт      | 13,5      |
| 2     | Блейн Ліндгрен       | 13,7      |
| 3     | Анатолій Михайлов    | 13,8      |
| 4     | В'ячеслав Скоморохов | 13,9      |

| Місце | Атлет            | Результат |
| ----- | ---------------- | --------- |
| 1     | Рекс Коулі       | 50,2      |
| 2     | Василь Анисимов  | 50,3      |
| 3     | Рон Вітні        | 50,7      |
| 4     | Анатолій Казаков | 52,5      |

| Місце | Атлет               | Результат |
| ----- | ------------------- | --------- |
| 1     | Віктор Кудинський   | 8.31,8    |
| 2     | Адольфас Алексеюнас | 8.35,0    |
| 3     | Джордж Янг          | 8.44,8    |
| 4     | Джефф Фішбек        | 8.51,0    |

| Місце | Команда                                                      | Результат |
| ----- | ------------------------------------------------------------ | --------- |
| 1     | СРСР Едвін Озолін Амін Туяков Гусман Косанов Микола Політико | 39,3 NR   |
| 2     | США Фред Каллер Джим Гайнс Віллі Девенпорт Джордж Андерсон   | DQ        |

| Місце | Команда                                                            | Результат |
| ----- | ------------------------------------------------------------------ | --------- |
| 1     | США Лінн Сондерс Джей Лак Дон Оуенс Оллан Касселл                  | 3.05,8    |
| 2     | СРСР Олександр Іванов Вадим Архипчук Василь Анисимов Віктор Бичков | DQ        |

| Місце | Атлет           | Результат |
| ----- | --------------- | --------- |
| 1     | Борис Хролович  | 1:39.13,4 |
| 2     | Геннадій Агапов | 1:39.13,6 |
| 3     | Рон Лейрд       | 1:42.59,4 |
| 4     | Джек Мортленд   | 1:48.44,6 |

| Місце | Атлет           | Результат |
| ----- | --------------- | --------- |
| 1     | Валерій Брумель | 2,18      |
| 2     | Віктор Большов  | 2,18      |
| 3     | Ед Каразерс     | 2,10      |
| 4     | Отіс Беррелл    | 2,10      |

| Місце | Атлет              | Результат |
| ----- | ------------------ | --------- |
| 1     | Геннадій Блізнєцов | 4,95      |
| 2     | Джефф Чейс         | 4,90      |
| 3     | Джон Пеннел        | 4,90      |
| 4     | Ігор Фельд         | 4,60      |

| Місце | Атлет              | Результат |
| ----- | ------------------ | --------- |
| 1     | Ральф Бостон       | 8,21      |
| 2     | Ігор Тер-Ованесян  | 8,02      |
| 3     | Леонід Барковський | 8,00      |
| 4     | Даррелл Горн       | 7,86      |

| Місце | Атлет                | Результат |
| ----- | -------------------- | --------- |
| 1     | Олександр Золотарьов | 16,50     |
| 2     | Арт Вокер            | 16,34     |
| 3     | Анатолій Швець       | 16,11     |
| 4     | Даррелл Горн         | 15,92     |

| Місце | Атлет           | Результат |
| ----- | --------------- | --------- |
| 1     | Ренді Метсон    | 20,27     |
| 2     | Джон Мак-Грат   | 19,08     |
| 3     | Віктор Ліпсніс  | 19,00     |
| 4     | Микола Карасьов | 18,98     |

| Місце | Атлет               | Результат |
| ----- | ------------------- | --------- |
| 1     | Дейв Вайл           | 58,66     |
| 2     | Кім Буханцов        | 57,88     |
| 3     | Джей Сільвестер     | 57,38     |
| 4     | Володимир Трусеньов | 55,44     |

| Місце | Атлет              | Результат |
| ----- | ------------------ | --------- |
| 1     | Ромуальд Клим      | 70,36 NR  |
| 2     | Геннадій Кондрашов | 67,56     |
| 3     | Ед Берк            | 67,46     |
| 4     | Джордж Френн       | 64,06     |

| Місце | Атлет        | Результат |
| ----- | ------------ | --------- |
| 1     | Яніс Лусіс   | 85,68     |
| 2     | Март Паама   | 81,18     |
| 3     | Ларрі Стюарт | 78,00     |
| 4     | Білл Флерке  | 75,30     |

| Місце | Атлет              | Результат |
| ----- | ------------------ | --------- |
| 1     | Михайло Стороженко | 7883      |
| 2     | Білл Тумі          | 7729      |
| 3     | Рейн Аун           | 7556      |
|       | Расс Годж          | DNF       |

### Жінки
| Місце | Атлетка          | Результат |
| ----- | ---------------- | --------- |
| 1     | Вайомія Таєс     | 11,1      |
| 2     | Едіт Макгвайр    | 11,4      |
| 3     | Тетяна Талишева  | 11,6      |
| 4     | Галина Митрохіна | 11,7      |

| Місце | Атлетка             | Результат |
| ----- | ------------------- | --------- |
| 1     | Едіт Макгвайр       | 23,1      |
| 2     | Вайомія Таєс        | 23,3      |
| 3     | Віра Попкова        | 23,5      |
| 4     | Людмила Самотьосова | 23,8      |

| Місце | Атлетка          | Результат |
| ----- | ---------------- | --------- |
| 1     | Тамара Дмитрієва | 2.06,4    |
| 2     | Мері Малдер      | 2.07,3 NR |
| 3     | Тамара Дунайська | 2.07,5    |
| 4     | Сенді Нотт       | 2.11,4    |

| Місце | Атлетка         | Результат |
| ----- | --------------- | --------- |
| 1     | Ірина Пресс     | 10,5      |
| 2     | Галина Бистрова | 10,7      |
| 3     | Роузі Бондс     | 10,9      |
| 4     | Черрі Шеррард   | 10,9      |

| Місце | Команда                                                        | Результат |
| ----- | -------------------------------------------------------------- | --------- |
| 1     | США Віллі Вайт Едіт Макгвайр Діана Вілсон Вайомія Таєс         | 44,4      |
| 2     | СРСР Ірина Пресс Віра Попкова Галина Митрохіна Тетяна Талишева | 44,5      |

| Місце | Атлетка                            | Результат |
| ----- | ---------------------------------- | --------- |
| 1     | Таїсія Ченчик                      | 1,73      |
| 2     | Галина Костенко Елеанор Монтгомері | 1,73      |
| 4     | Естелл Баскервілл                  | 1,65      |

| Місце | Атлетка          | Результат |
| ----- | ---------------- | --------- |
| 1     | Тетяна Щелканова | 6,71 NR   |
| 2     | Тетяна Талишева  | 6,41      |
| 3     | Віллі Вайт       | 6,30      |
| 4     | Соня Гасс        | 5,77      |

| Місце | Атлетка      | Результат |
| ----- | ------------ | --------- |
| 1     | Тамара Пресс | 18,46     |
| 2     | Надія Чижова | 17,21     |
| 3     | Лінн Грем    | 15,28     |
| 4     | Синтія Вайт  | 14,00     |

| Місце | Атлетка           | Результат |
| ----- | ----------------- | --------- |
| 1     | Тамара Пресс      | 56,76     |
| 2     | Євгенія Кузнецова | 54,04     |
| 3     | Синтія Вайт       | 42,80     |
| 4     | Ерлін Браун       | 42,60     |

| Місце | Атлетка          | Результат |
| ----- | ---------------- | --------- |
| 1     | Валентина Попова | 56,32     |
| 2     | Олена Горчакова  | 56,00     |
| 3     | Реней Бейр       | 52,36     |
| 4     | Лерлін Гамільтон | 44,82     |

## Командний залік
|                 | СРСР  | США   |
| --------------- | ----- | ----- |
| Чоловіки        | 118   | 112   |
| Жінки           | 63,5  | 43,5  |
| Загальний залік | 181,5 | 155,5 |

## Відео
- Репортаж про матч у кіножурналі «Радянський спорт» (дивитись з 5:29) (рос.)